# Субарктический пояс
Субарктический пояс (Субарктика) — природный географический пояс в Северном полушарии, граничащий с арктическим поясом (арктикой) на севере и умеренным поясом на юге. Лежит примерно между 60° и 70° с. ш.
В субарктике преобладают тундры и лесотундры. В более холодной северной части выделяется тундровая зона (тундра), а в более тёплой южной — лесотундровая зона (лесотундры).

## Географическое положение
В океане субарктический пояс определяется пределами распространения сезонных льдов — между зимней и летней границами их распространения. В летний период свободная ото льда вода несколько нагревается, она насыщена кислородом.

## Характеристика
Субарктический пояс характеризуется субарктическим климатом: лето короткое, холодное, температуры не выше +10, но оно теплее и продолжительнее, чем в тундре. В это время господствует умеренная воздушная масса. Зима длинная, холодная, метели, ветра;
господствует арктическая в.м. Сезонность выражена нечётко, имеется возможность резкого похолодания. Осадков немного, снежный покров распределяется равномерно. Зона избыточного увлажнения. Многолетняя мерзлота. Заболачивание.
Тундровые ландшафты
- Каменистые
- Мохово-лишайниковые
- Кочкарные
- Кустарниковые

Животный мир
Как в тундре, так и в лесотундре можно встретить волка, лемминга, северного оленя, лисицу и зайца-русака.